# Иббур
Иббур (ивр. עיבור‎, чреватость, беременность, «инкубация», ) — в Каббале: одна из форм вселения души умершего в тело уже сознательного человека (на 7 или 14 год жизни). Вселившаяся душа воодушевляет человека и побуждает его к исполнению какой-либо миссии. Спустя некоторое время эта душа может покинуть тело человека без ущерба для здоровья «хозяина». Считается, что душа умершего может вселиться как с ведома, так и без ведома «хозяина» (в последнем случае он может не помнить совершённых им поступков). В частности, Натан из Газы утверждал, что в него вселилась душа пророка Илии. На этом приёме построен весь роман Г. Майринка «Голем» (1915).
Когда душа вселяется со злым умыслом, это называется диббук («одержимость»).